# نيت مايلز
نيت مايلز (بالإنجليزية: Nate Myles)‏ هو لاعب دوري الرغبي أسترالي، ولد في 24 يونيو 1985 في كيرنز في أستراليا.

## روابط خارجية
- نيت مايلز على موقع ItsRugby.co.uk (الإنجليزية)